# Barranc de la Batalla
El barranc de la Batalla és un barranc situat al sud de la ciutat d'Alcoi, al País Valencià. És un congost que s'alça entre la serra de Sant Antoni a l'oest i el Puig i l'Estepar a l'est.
La seua denominació prové del fet que en aquest indret va tindre lloc, l'any 1276, la batalla d'Alcoi, quan el cabdill musulmà Al-Azraq va provar de reconquerir el població cristiana d'Alcoi. La llegenda assenyala que l'aparició de Sant Jordi va ser providencial per a trencar el setge, i fins i tot, una sageta del sant va morir el mateix Al Azraq.
Un monòlit recorda la trentena de víctimes d'un accident d'autobús l'any 1936.
El barranc de la Batalla és un dels passos entre València i Alacant per l'interior. A la tardor del 2011 es van obrir dos viaductes de l'A-7 que el travessen.